# Zero and Below
Zero and Below è il dodicesimo album in studio del gruppo musicale sludge metal Crowbar, pubblicato il 4 marzo 2022.

## Tracce
1. The Fear That Binds You - 04:27
2. Her Evil Is Sacred - 04:04
3. Confess to Nothing - 04:19
4. Chemical Godz - 04:30
5. Denial of the Truth - 04:54
6. Bleeding from Every Hole - 03:05
7. It's Always Worth the Gain - 03:51
8. Crush Negativity - 03:20
9. Reanimating a Lie - 04:38
10. Zero and Below - 05:35

## Formazione
- Kirk Windstein - voce e chitarra
- Matt Brunson - chitarra
- Shane Wesley - basso
- Tommy Buckley - batteria